# Supertaça Cândido de Oliveira de 2020
A Supertaça Cândido de Oliveira de 2020 foi a 42.ª edição da Supertaça Cândido de Oliveira. 
Opôs o campeão nacional Porto, enquanto vencedor da Primeira Liga de 2019–20 e da Taça de Portugal de 2019–20, ao Benfica, finalista vencido da Taça de Portugal de 2019–20.

## Historial na prova
O Porto, qualificou-se para a sua 31.ª participação na Supertaça Cândido de Oliveira, uma vez que venceu o Campeonato Nacional e a Taça de Portugal, tendo anteriormente conquistado 21 títulos na prova.
O Benfica, qualificou-se para a sua 21.ª participação na Supertaça Cândido de Oliveira, uma vez que foi finalista vencido da Taça de Portugal, tendo anteriormente conquistado 8 títulos na prova.

## Qualificação
O Porto qualificou-se para a Supertaça Cândido de Oliveira de 2020 enquanto Campeão Nacional e vencedor da Primeira Liga de 2019–20 e também por ter sido o vencedor da Taça de Portugal de 2019–20. 
O Benfica qualificou-se para esta edição da Supertaça enquanto finalista vencido da Taça de Portugal de 2019–20.

## Partida
| 23 de dezembro de 2020 | Porto                                      | 2 – 0 | Benfica | Estádio Municipal de Aveiro     |
| 20:45                  | Sérgio Oliveira 25' (pen.) · Luis Díaz 90' |       |         | Público: 0 Árbitro: Hugo Miguel |

## Vencedor
| Supertaça Cândido de Oliveira 2020 |
| ---------------------------------- |
| Porto (22º Título)                 |